# Pseudohydromys fuscus
Pseudohydromys fuscus là một loài động vật có vú trong họ Chuột, bộ Gặm nhấm. Loài này được Laurie mô tả năm 1952.